# Березовський (Мелеузівський район)
Бере́зовський (рос. Берёзовский, башк. Берёзовка) — хутір у складі Мелеузівського району Башкортостану, Росія. Входить до складу Іштугановської сільської ради.
Населення — 4 особи (2010; 4 в 2002).
Національний склад:
- башкири — 75%